# Herbstosaurus
Herbstosaurus („Herbstův ještěr“) je rodové jméno pterodaktyloidního ptakoještěra žijícího v období pozdní jury na území dnešní Argentiny. Původně byly fosílie tohoto pterosaura mylně považovány za pozůstatky malého teropodního dinosaura. Typový druh H. pigmaeus byl formálně popsán v roce 1974.